# Pinctada albina
Pinctada albina is een tweekleppigensoort uit de familie van de Pteriidae. De wetenschappelijke naam van de soort is voor het eerst geldig gepubliceerd in 1819 door Lamarck.